# Градищак
Градищак (словен. Gradiščak) — поселення в общині Юршинці, Подравський регіон‎, Словенія.